# Harry-Bresslau-Park

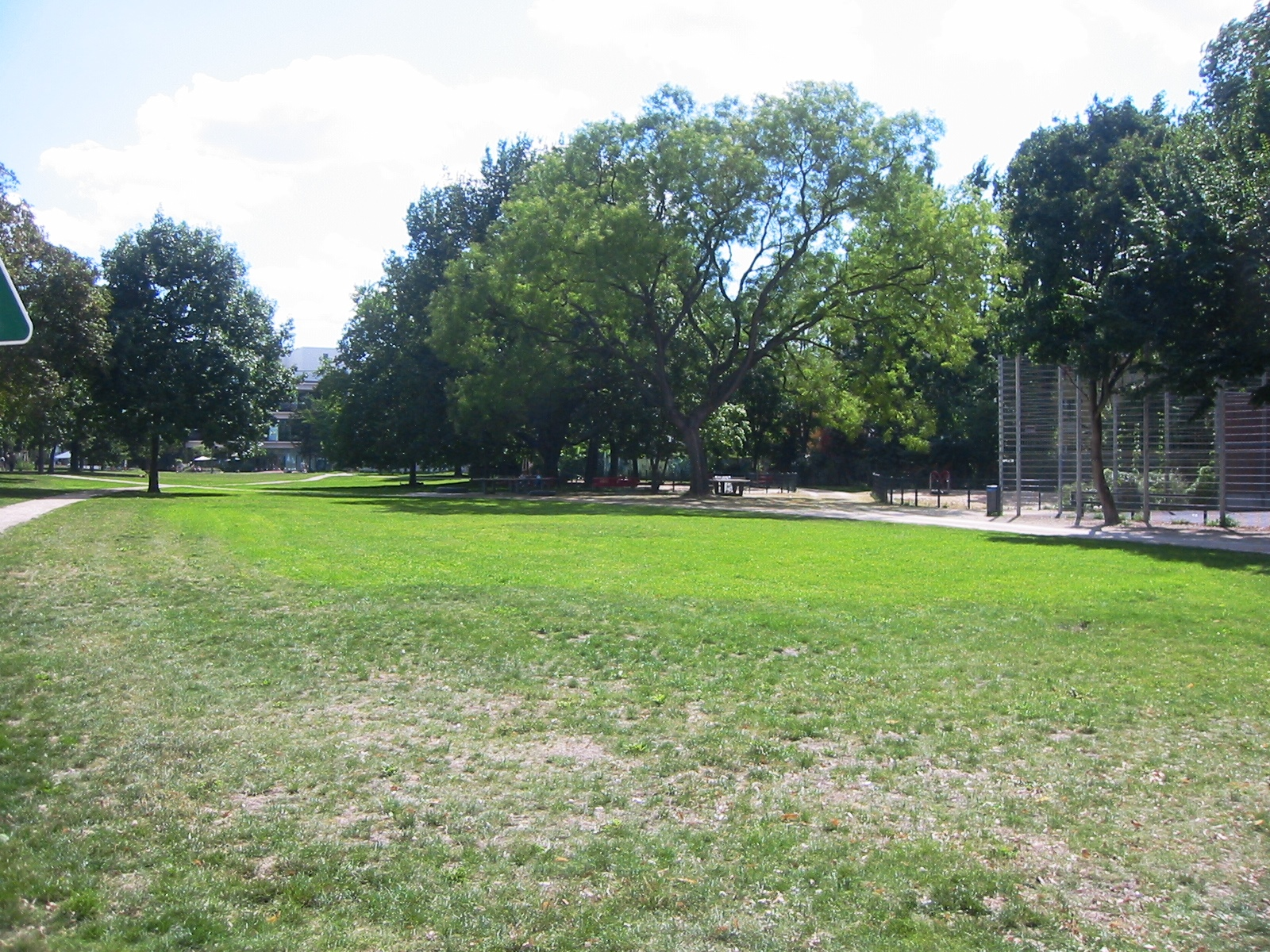
Harry-Bresslau-Park in Berlin-Steglitz

Der Harry-Bresslau-Park liegt im Berliner Ortsteil Steglitz an der Lepsius- und der Treitschkestraße. Er ist nach dem deutschen Historiker und Diplomatiker Harry Bresslau benannt.

## Geschichte
Die zunächst namenlose und im Volksmund „Treitschkepark“ genannte Anlage wurde auf Beschluss der Bezirksverordnetenversammlung Steglitz-Zehlendorf benannt. Die Einweihung fand am 21. November 2008 statt. Mit der Namensgebung sollte ein Bezug zur angrenzenden Treitschkestraße hergestellt werden, die nach Heinrich von Treitschke benannt ist. Treitschke gilt als Wegbereiter des Antisemitismus im deutschen Bürgertum. Von ihm ist der Satz überliefert: „Die Juden sind unser Unglück“. Er war auch Protagonist des Berliner Antisemitismusstreits, in dessen Verlauf ihm Bresslau als erster jüdischer Wissenschaftler widersprach. Eine Stele an der nordwestlichen Ecke des Parks informiert über die Geschehnisse.

## Ausgestaltung
Die Grünanlage in der Umgebung der Schloßstraße wurde im Zuge des Baus des Boulevard Berlin in die Gesamtanlage dieses Einkaufszentrums einbezogen. Der rund 1,8 Hektar große Park verfügt über einen alten Baumbestand mit einer Rasenfläche. Neu angelegte Wege wurden entlang der vorhandenen Trampelpfade entwickelt. Daneben gibt es einen Bolzplatz, eine Kletterwand sowie einen Spielplatz. Die Neugestaltung ist das Ergebnis eines Wettbewerbs des Bezirksamtes Steglitz-Zehlendorfs, der von den Architekten Ortner + Ortner Baukunst gewonnen wurde. Auf dem Gelände des Parks wurden einige Eiskeile nachgewiesen. Eine weitere Stele informiert über die Entstehung und den Aufbau dieser vertikalen Spalten im Permafrostboden.